# Walter Hörnlein
Walter Hörnlein (2 de enero de 1893 - 14 de septiembre de 1961) fue un general alemán en la Wehrmacht durante la II Guerra Mundial, que comandó la División Großdeutschland. Fue condecorado con la Cruz de Caballero de la Cruz de Hierro con Hojas de Roble.

## Condecoraciones
- Cruz de Hierro (1914) 2ª Clase (4 de octubre de 1914)[1]
- Cruz de Hierro (1939) 2ª Clase (septiembre de 1939) & 1ª Clase (septiembre de 1939)[1]
- Cruz Alemana en Oro (14 de febrero de 1943)[2]
- Cruz de Caballero de la Cruz de Hierro con Hojas de Roble
  - Cruz de Caballero el 30 de julio de 1941 como Oberst y comandante del Infanterie-Regiment 80[2]
  - 213ª Hojas de Roble el 15 de marzo de 1943 como Generalleutnant y comandante del Infanterie-Division (motorizado) "Großdeutschland"[2]